# کتابدار (نقاشی)
کتابدار (انگلیسی: The Librarian) یک نقاشی رنگ روغن اثر جوزپه آرچیمبولدو است که در مجموعه قلعه اسکوکلوستر واقع در سوئد قرار دارد. گمان می‌رود که این نقاشی پرتره‌ای از ولفگانگ لازیوس، یک انسان‌گرا و مورخ که به امپراتور مقدس روم از دودمان هابسبورگ خدمت کرده‌است، باشد.